# Antonín Krecar
Antonín Krecar (10. listopadu 1851 Pecka – 25. května 1914 Slaný) byl český středoškolský učitel, historik, překladatel, školní rada a slánský politik. Svou učitelskou kariéru započal v Jičíně, ovšem většinu života učil na obecním gymnáziu ve Slaném. Jeho specializací byla klasická filologie a němčina. Mimo to se věnoval studiu slánských regionálních dějin a publikoval řadu historických, filosofických a pedagogických článků a překladů. Byl také činný v místní politice a v závěru svého života se na krátkou dobu stal starostou města Slaného. V této funkci však neuspěl a po necelých dvou letech byl nucen rezignovat.

## Mládí a učitelské působení

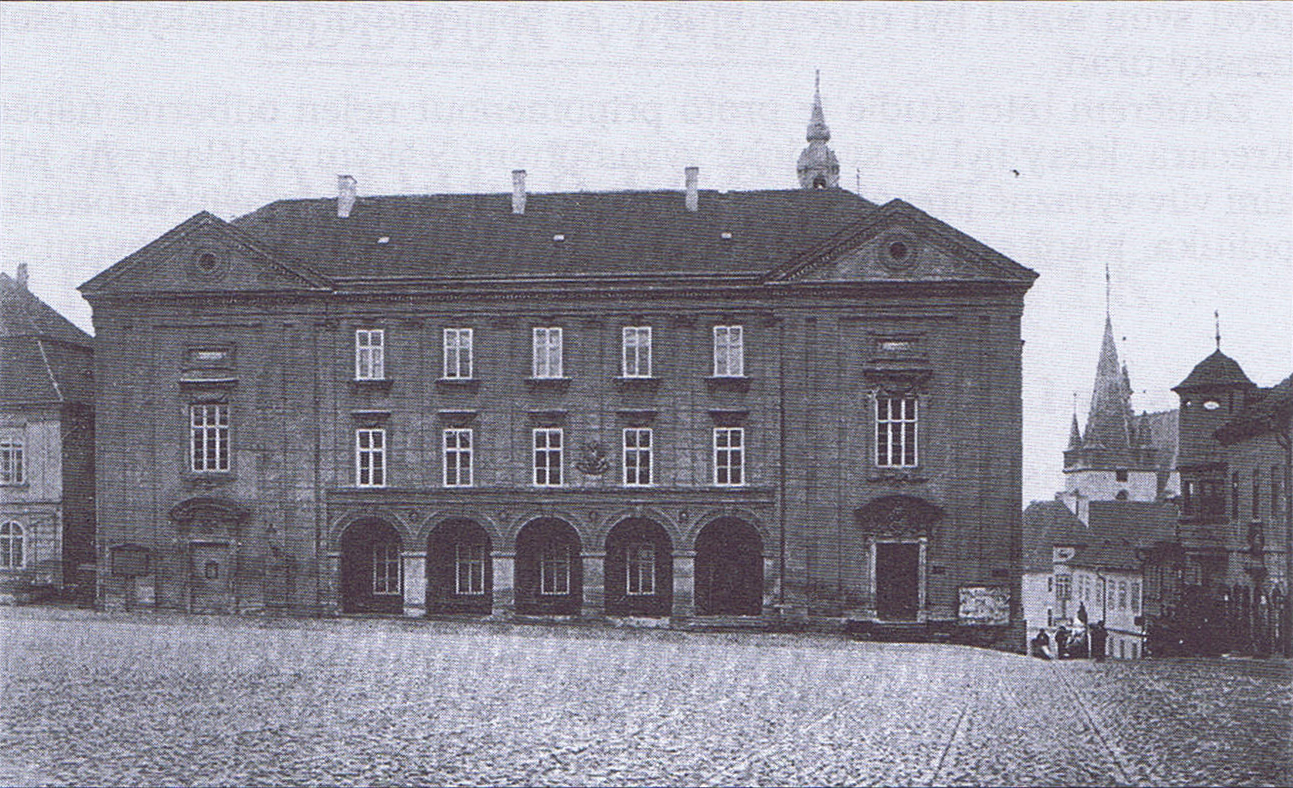
Budova gymnázia ve Slaném, působiště Antonína Krecara, roku 1908

Antonín Krecar se narodil 10. listopadu 1851 v obci Pecka v Podkrkonoší. V nedalekém Jičíně absolvoval c. k. státní gymnázium a následně vystudoval klasickou filologii na Karlo-Ferdinandově univerzitě v Praze. Roku 1875 se vrátil na jičínské gymnázium, tentokrát však jako suplující učitel. O tři roky později pak byl již jako aprobovaný učitel klasické filologie pro vyšší gymnázia a aprobovaný učitel němčiny pro nižší gymnázia přeložen na gymnázium ve Slaném, kde se stal členem jeho prvního světského učitelského sboru, sestávajího z ředitele školy a pěti učitelů. Předtím škola patřila piaristickému řádu a podle Krecarových slov byla po 200 letech své existence ve velmi špatném stavu, trpěla nedostatkem žáků i špatným materiálním vybavením a hrozilo jí zrušení, což se městská rada rozhodla vyřešit jejím zakoupením a přeměnou na obecní gymnázium. Rovněž Krecarovým přičiněním škola krizi v následujících letech překonala.
Dne 20. ledna 1883 se zde oženil s Julií Jiráskovou, dcerou sedláka z nedaleké obce Vraný, které v době bylo 23 let. 9. února 1884 se jim pak ve Vraném narodilo jejich jediné dítě, budoucí básník a kritik Jarmil Krecar.

## Publikační činnost
Po letech strávených ve Slaném se Antonín Krecar stal uznávaným znalcem místní historie. Své příspěvky publikoval především v ročence Slánský obzor, vydávané Musejním spolkem ve Slaném. Jeho první stať se nazývala Karel Josef Biener z Bienenberku, otec české archeologie, rodák slánský a pojednával v ní, jak už název napovídá, o zásluhách rytíře Bienera z Bienenberka (1731–1798) na rozvoji archeologie v českých zemích. Další jeho příspěvky pak byly publikovány až po přelomu století a věnoval se v nich především historii města. V letech 1907 až 1912 toto periodikum také redigoval.
Slánské gymnázium vydalo také ve svých výročních zprávách několik jeho literárně-vědných statí zaobírajících se především českou literaturou, ale také římským básníkem Vergiliem. Jako editor sestavil a roku 1908 vydal odbornou publikaci Jubilejní památník na oslavu dvěstěpadesátiletého trvání c. k. gymnasia v Slaném. Byl také činný jako překladatel, přičemž oceňován je zejména jeho první český překlad Rousseauova pedagogického díla Emil čili o vychování, který také opatřil svými poznámkami. Kromě toho publikoval pedagogické a filologické články v časopisech Beseda učitelská, Česká škola, Paedagogium, Paedagogické rozhledy, Posel z Budče, Učitelské listy či Dědictví Komenského. Byl spolupracovníkem Stručného slovníku pedagogického a Riegrova Naučného slovníku. Věnoval se také přednáškové činnosti.

## Politická činnost
Antonín Krecar byl také veřejně činný a opakovaně kandidoval do obecního i okresního zastupitelstva. Roku 1887 byl zvolen do obecního zastupitelstva, a to na úkor ředitele gymnázia, což způsobilo pozdvižení jak ve škole samotné, tak i ve městě, a spor nakonec řešily i soudy – nejprve okresní, a poté Správní soudní dvůr ve Vídni, kde Krecar nakonec prohrál. Přesto se později členem zastupitelstva stal, roku 1907 byl dokonce zvolen členem slánské městské rady, následně se stal také prvním radním a nakonec 25. července 1911 starostou města. Jeho nástup do čela radnice byl vzhledem k jeho dobré pověsti přijat s velkým očekáváním, ovšem velmi brzy musel čelit silné krizi, která přesáhla jeho politické i odborné schopnosti. Jeho působení se střetlo s velkou kritikou, která rychle vedla k jeho politické izolaci a nakonec i rezignaci.
Podle dobové zprávy ve Slánském obzoru totiž byly v průběhu roku 1912 odhaleny případy zpronevěry peněz z městského rozpočtu datující se již od roku 1893 a následná zemská revize došla k závěru, že utrpěná škoda činí asi 36 tisíc korun. Za viníka byl označen zesnulý účetní městské spořitelny Karel Kazda. Následovala krize spojená se sestavováním rozpočtu na rok 1913, během něhož se starosta dostal do sporu s členy městské rady a ostře na něj zaútočil také mladočeský regionální list Světlo, který ho napadl, že věcné návrhy radních odbývá urážlivými poznámkami, že nesvolává schůze městské rady a když se radní někde sejdou, tak se snaží perzekvovat majitele, kteří jim propůjčili své prostory. List dále starostu obvinil, že ignoruje i městské zastupitelstvo a že užívá městských financí, ačkoliv nemá schválený rozpočet, a vyzval ho k rezignaci. Názory samotného Antonína Krecara na příčiny krize či jeho obranu proti útokům dobový tisk nezaznamenal.
Koncem února roku 1913 všichni členové rady s výjimkou Krecarova největšího odpůrce Jana Zouly na své funkce rezignovali. Krecar nakonec nátlaku podlehl a na 5. března 1913 svolal schůzi zastupitelstva, ačkoliv sám se z účasti na ní ze zdravotních důvodů omluvil. Schůze, které předsedal radní Zoula, se účastnilo 29 zastupitelů, a hned na jejím počátku byl podán návrh, podepsaný 26 zastupiteli, aby schůze započala jednáním o sporu městské rady se starostou a o vyslovení nedůvěry starostovi. Po debatě, v níž byl Antonín Krecar terčem ostré kritiky, se zastupitelstvo jednohlasně usneslo, že nepřijme rezignaci členů městské rady, a naopak většinou 28 hlasů (jeden se zdržel) vyslovilo nedůvěru Antonínu Krecarovi a vyzvalo ho, aby se vzdal mandátu starosty. Dne 30. dubna 1913 pak zastupitelstvo Krecarovu rezignaci přijalo a vzápětí novým starostou zvolilo Jana Zoulu.

## Úmrtí
Antonín Krecar zemřel 25. května 1914 ve Slaném, kde byl také pohřben. Podle dobové zprávy v listu Svobodný občan se smutečního průvodu zúčastnily zástupy lidí, včetně učitelského sboru a studentů gymnázia, členů okresního zastupitelstva a zástupců mnoha dalších významných společností, spolků či firem z města.
27. prosince 1917 zemřela jeho manželka Julie Krecarová a byla pohřbena v rodinné hrobce ve Vraném.